# Alexander Goldstein (Schriftsteller)
Alexander Leonidovich Goldstein (* 15. Dezember 1957 in Tallinn, Estland; † 16. Juli 2006 in Tel Aviv-Jaffa, Israel) war ein russischer Schriftsteller und Essayist. Er wurde unter anderem mit dem Russian Little Booker Prize und dem Anti-Booker Prize ausgezeichnet. Posthum wurde er mit dem Andrei Bely Preis geehrt, welcher ihm in der Kategorie Prosa verliehen wurde.

## Leben
Als Sohn von Leonid Goldstein in Tallinn geboren, lebte Alexander Goldstein seit seiner frühesten Kindheit in Baku (Aserbaidschan) und studierte später Literaturwissenschaften an der Baku State University. 1991 emigrierte er nach Israel und lebte bis zu seinem Tod in Tel-Aviv.
Er arbeitete als Journalist unter anderem für die israelische Zeitung Vesti und war in der Redaktionsleitung des russisch-israelischen Magazins Zerkalo.
Seine Artikel wurden in den Büchern Parting from Narcissus (1997) und Aspects of Spiritual Matrimony (2001) veröffentlicht. 2004 erschien sein Roman Denk an Famagusta im Moskauer Verlag NLO. 2016 erschien der Roman erstmals, von Regine Kühn übersetzt, auf Deutsch bei Matthes & Seitz Berlin.

## Werk
- Parting from Narcissus, Novoe literaturnoe obozrenie, Moskau 1997, ISBN 5-86793-025-4.[4]
- Aspects of Spiritual Matrimony, Novoe literaturnoe obozrenie, Moskau 2001, ISBN 5-86793-146-3.[5]
- Remember Famagusta, Novoe literaturnoe obozrenie, Moskau 2004, ISBN 5-86793-290-7.[6]
- Quiet Fields, Novoe literaturnoe obozrenie, Moskau 2006, ISBN 5-86793-475-6.[7]
- In Memory of Pathos, Novoe literaturnoe obozrenie, Moskau 2009, ISBN 978-5-86793-726-3.[8]
- Denk an Famagusta, Roman. Übersetzung von Regine Kühn: Matthes & Seitz Berlin, Berlin 2016, ISBN 978-3-95757-227-1.
- Poplawskis Geheimleben. Mutmassungen zum Leben und Verschwinden eines emigrierten Dichters. Übersetzung von Regine Kühn. In: Lettre International 116, Frühjahr 2017, S. 21–24. ISSN 0945-5167
- Aspekte einer geistigen Ehe. Übersetzung von Regine Kühn: Matthes & Seitz Berlin, Berlin 2021, ISBN 978-3-95757-937-9.